# Borgs villastads municipalsamhälle
Borgs villastads municipalsamhälle inrättades i dåvarande Borgs landskommun i Memmings härad, Östergötlands län genom kungligt brev av den 16 mars 1900  varigenom de så kallade stadsstadgorna infördes inom en del av kommunen.  Invånarantalet uppgick vid inrättandet till 290 av kommunens totalt 2 043 personer. Municipalsamhället upplöstes vid utgången av år 1935 när hela Borgs landskommun inkorporerades i Norrköpings stad, Området är nu en del av tätorten Norrköping, stadsdelen Kneippen.